# Ulrich Schnauss
Ulrich Schnauss (n. 1977, Kiel, Germania) este un muzician și producător de muzică electronică german cu sediul în Londra, Anglia. El este bine cunoscut începând cu perioada în care a fost membru al trupei germane de muzică electronică Tangerine Dream , din 2014 până în 2020.

## Biografie
Ulrich Schnauss s-a născut în anul 1977, în orașul port Kiel din nordul Germaniei. A luat lecții de pian de la vârsta de șapte ani. A devenit interesat de o gamă largă de muzică: My Bloody Valentine, Slowdive, Tangerine Dream, Chapterhouse și melodii timpurii bleep și breakbeat .  Neexistând prea multe oportunității în a-și vedea influențele sale muzicale în Kiel, s-a mutat la Berlin în 1996.
Producția muzicală a lui Schnauss a început sub pseudonimele View to the Future și Ethereal 77. Aceste piese au fost remarcate de CCO (City Center Offices) din Berlin, cărora Schnauss le trimitea CD-uri în mod regulat. Schnauss a dezvoltat aceste trimiteri către CCO în primul său album sub propriul său nume, Far Away Trains Passing By, lansat în Europa în 2001 și în Statele Unite în 2005.

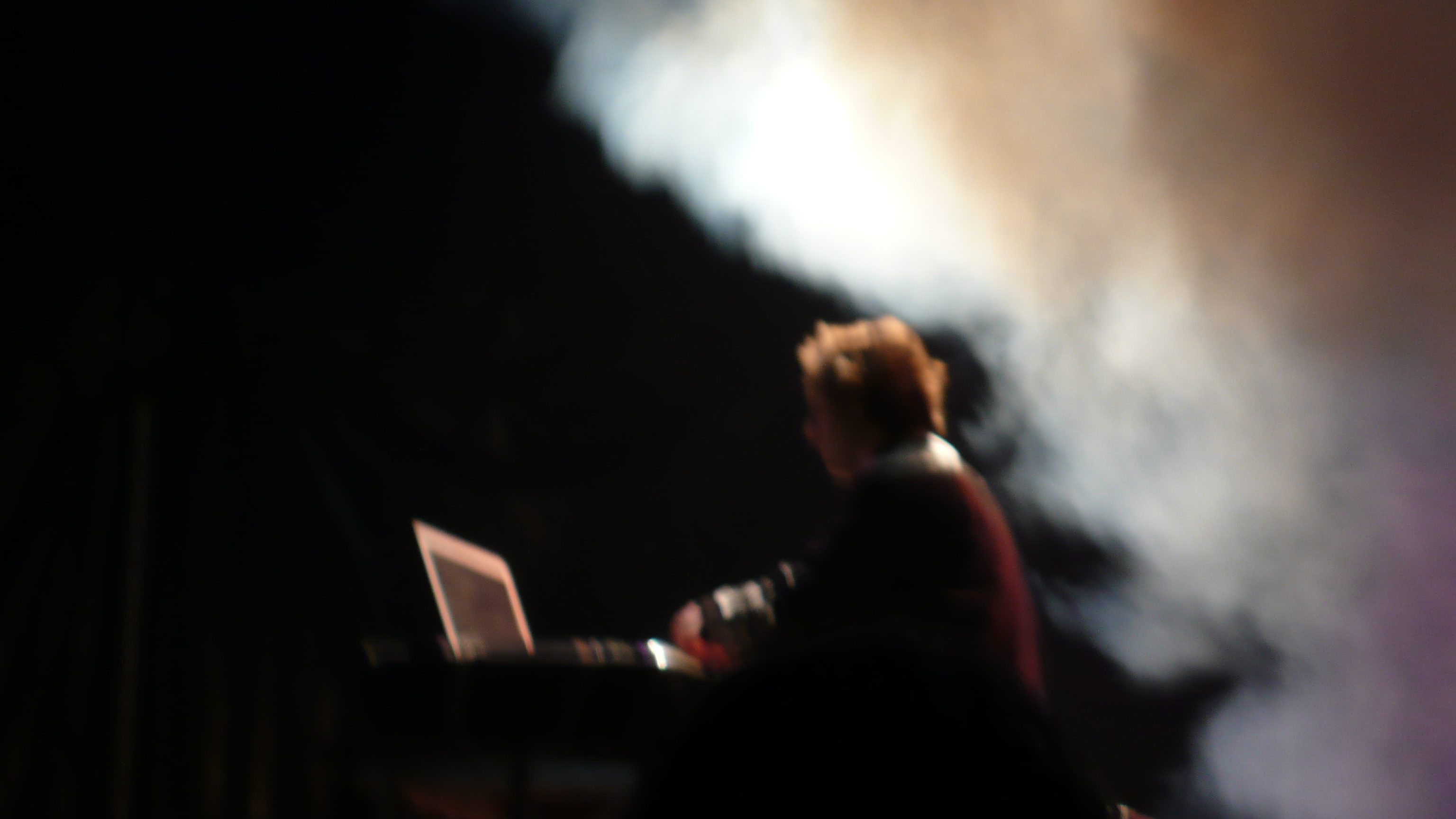
Schnauss interpretând la Bestival (2008)

Următorul său album, A Strangely Isolated Place din 2003, a arătat influența lui Kevin Shields de la My Bloody Valentine și a lui Robin Guthrie de la Cocteau Twins . Schnauss a spus despre acest album: „Când ai lucrat cu computere și tastaturi timp de câțiva ani, acestea nu mai devin atât de fascinante de la sine. Am câștigat încredere după ce oamenii au început să descopere Far Away Trains Passing By, iar de atunci, aceasta încredere practic nu s-a mai oprit. De data aceasta am decis să nu fac compromisuri cu ceea ce vreau să fac, cu ceea ce credeam că oamenii ar putea dori să fac.” 
De la lansarea ambelor albume, Schnauss a fost rugat să lucreze și să remixeze cu artiști, inclusiv Port-Royal, Mojave 3, Airiel, A Shoreline Dream, Asobi Seksu, Televise, Longview, Johannes Schmoelling, The Zephyrs, Lunz ( Roedelius ), si alții.
De asemenea cântă la clape pentru trupa independentă din Marea Britanie Longview, al cărei interpret vocal Rob McVey a fost prezentat pe următorul album al lui Schnauss, Goodbye . Într-un interviu, el a spus: „Întotdeauna mi-a plăcut muzica care are ambele elemente: melancolia și tristețea ca descriere a situației actuale în care te afli, dar în același timp un element plin de speranță, utopic, care îți reamintește de posibilitatea unei vieți diferite”. 
Al treilea album al său, Goodbye, a fost finalizat la începutul anului 2007. A fost lansat în Europa de către Independiente Records pe 25 iunie 2007. Lansarea în Statele Unite a urmat pe 10 iulie sub Domino Records. 
Pe 12 iunie 2007, Schnauss a lansat un EP, Quicksand Memory, care conține două remixuri ale lui Robin Guthrie ale versiunilor anterioare, un mix de Rob McVey a unei piese anterioare, nelansată, și o editare a unei piese care apare pe cel mai recent album al său.
În primăvara lui 2008, Schnauss a remixat două piese ale trupei Shoegaze din Manchester, Daniel Land și Modern Painters. Pe 27 octombrie 2008, cele două piese, „Within the Boundaries” și „Benjamin's Room”, au fost lansate ca single  „A-side 7” de către casa de discuri independentă Sonic Cathedral, aceasta fiind a 11-a lansare a casei de discuri.
În iulie 2008, EP-ul Stars a fost lansat pentru a sprijini turneul său din iunie/iulie în SUA. O piesă co-produsă/co-scrisă cu A Shoreline Dream, intitulată „Never Changer”, a fost lansată pe un EP cu același nume. Schnauss a călătorit în Texas și Colorado într-un scurt turneu cu trupa,  pentru a promova acest efort, interpretând această piesă cu A Shoreline Dream în timpul spectacolelor sale.
În octombrie 2009, casele de discuri ale lui Schnauss, Independiente și Domino, au dat în judecată Guns N' Roses, acuzând că trupa a încălcat drepturile de autor prin folosirea unor părți din compozițiile lui Schnauss din piesa "Riad 'n the Bedouins" de pe albumul Chinese Democracy . 
În 2010, Schnauss a contribuit la mixarea albumului de debut omonim al lui Exit Calm .
Schnauss a furnizat, de asemenea, claviaturi și voci pe al treilea album al lui Engineers, In Praise of More . Schnauss a interpretat cap de afiș pentru festivalul „Phrase One” care a avut loc în micul oraș irlandez Carrick-on-Shannon pe 19 aprilie 2013.
Schnauss a fost membru al Tangerine Dream din 2014 până în 2020 . Prima sa lansare cu grupul a fost mini-albumul Mala Kunia (2014) care a lansat „The Quantum Years”-era a grupului, influențat fiind de fizica cuantică .
După ce a obținut drepturile asupra întregului său catalog, Schnauss a remasterizat și mixat toate cele cinci albume solo de studio, lansându-le în 2019 pe setul de compilație pe 7 CD-uri Now is a Timeless Present, împreună cu un disc bonus de înregistrări și extrase nelansate. Albumele A Long Way to Fall și No Further Ahead than Today au fost, de asemenea, relucrate și parțial reînregistrate, primind titlurile A Long Way to Fall – Rebound și No Further Ahead than Tomorrow . Fiecare album remasterizat a fost ulterior lansat individual în 2020.   

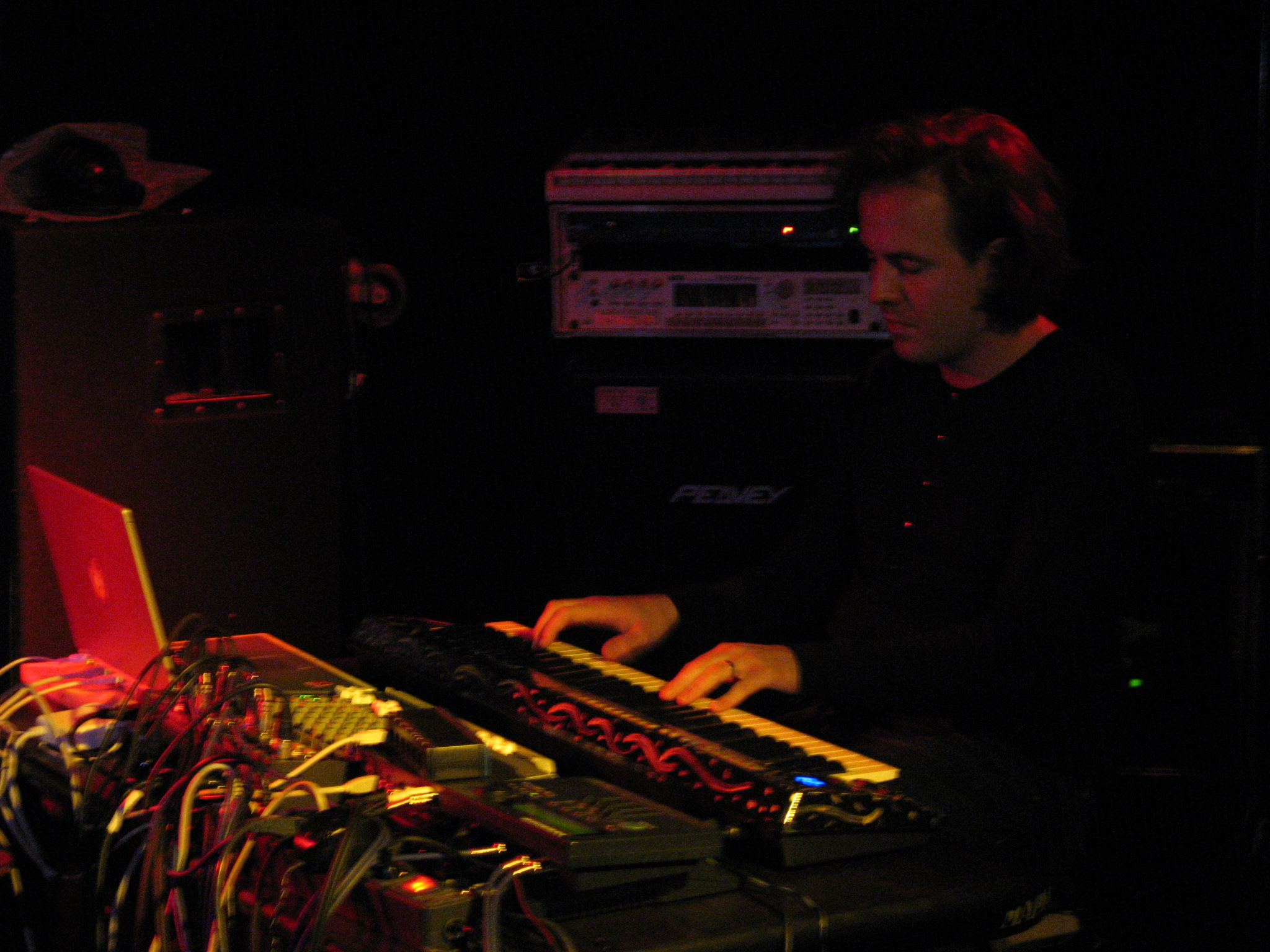
Live, la Londra

- „Monday Paracetamol”, din A Strangely Isolated Place, a fost folosit ca unul dintre BGM-urile pentru versiunea din 2007 a popularei francize de jocuri video EA Sports , Tiger Woods, turneul PGA .
- Mai târziu, în 2007, „On My Own”, din A Strangely Isolated Place, a fost folosit de Pontiac în reclama sa TV „Cars”.
- Reclama GMC pentru Super Bowl din 2008 ("Mountain Top") a prezentat "Blumenwiese Neben Autobahn", din Far Away Trains Passing By .
- „A Million Miles Away” a fost prezentat în versiunea PAL a jocului video PlayStation 2 Gran Turismo 4 .
- „...Passing By”, din Far Away Trains Passing By, a fost prezentat în filmul din 2005 Elizabethtown și coloana sonoră aferentă acesteia
- În episodul CSI: Miami Sezonul 3 „Under the Influence”, melodia „On My Own” poate fi auzită în fundal.
- „On My Own”, din A Strangely Isolated Place, a fost prezentat în colecția Spring Summer 2012 pentru Emanuel Ungaro.
- „Look at the Sky” a fost selectat de Tom Hiddleston , melodia zilei, pe 1 noiembrie 2011.
- „Stars” a fost folosit ca backing track într-o reclamă TV Cadillac CTS Sedan din 2014. [10]
- „Gone Forever” este folosit în scena de închidere și la începutul creditelor finale în filmul din 2014 White Bird in a Blizzard, cu Shailene Woodley .

- Ulrich Schnauss
- Eteric 77
- View to the Future
- The Extremist
- Hexaquart
- Police in Cars With Headphones
- Hair (cu Alex Krueger)
- Beroshima
- Measured
- Tinkabell
- Longview (keyboarder)
- Engineers (keyboarder)

## Discografie

### Lansări
| Release title                  | Released as                            | Release type | Label                                      | Year            |
| ------------------------------ | -------------------------------------- | ------------ | ------------------------------------------ | --------------- |
| Broken                         | View to the Future                     | 12" single   | White Label                                | 1995            |
| Wegwerfgesellschaft            | Police in Cars with Headphones         | CD album     | FSP                                        | 1995            |
| Journey to the Other World     | View to the Future                     | 12" single   | VTTF                                       | 1996            |
| Purity                         | View to the Future                     | 12" single   | Alphakid Recordings                        | 1997            |
| Music Is Music                 | View to the Future                     | 12" single   | Airdrops                                   | 1997            |
| We Rule the 80s                | Hair (With Alex Krueger)               | 12" EP       | Müller                                     | 1997            |
| The 7th Seal                   | View to the Future                     | CD album     | Alphakid Recordings                        | 1997            |
| Unicorn                        | View to the Future                     | 12" single   | Case Invaders                              | 1998            |
| Hair 2                         | Hair (With Alex Krueger)               | 12" EP       | USM                                        | 1998            |
| Spring Rmx                     | Ethereal 77                            | 12" single   | Base Daddy                                 | 1999            |
| Landscapes                     | Ethereal 77                            | CD album     | Base Daddy                                 | 1999            |
| Ignorance                      | Junkie Sartre Vs Hexaquart             | 12" EP       | Force Tracks                               | 2000            |
| Exploitation                   | Hexaquart                              | 12" EP       | Lifetime                                   | 2001            |
| Far Away Trains Passing By     | Ulrich Schnauss                        | CD / LP      | City Centre Offices                        | 2001            |
| Zero Gravity                   | Ethereal 77                            | 12" single   | Looking Good                               | 2002            |
| A Strangely Isolated Place     | Ulrich Schnauss                        | CD / 2xLP    | City Centre Offices (Europe) / Domino (US) | 2003            |
| Quicksand Memory EP            | Ulrich Schnauss                        | CD/EP        | Independiente (Europe) / Domino (US)       | 2007            |
| Goodbye                        | Ulrich Schnauss                        | CD/LP        | Independiente (Europe) / Domino (US)       | 2007            |
| Stars                          | Ulrich Schnauss                        | CD/EP        | Independiente (Europe) / Domino (US)       | 2008            |
| neverChanger                   | A Shoreline Dream                      | CD/EP        | Latenight Weeknight                        | 2008            |
| Recollections of Memory        | A Shoreline Dream                      | CD album     | Latenight Weeknight                        | 2009            |
| Ulrich Schnauss & Jonas Munk   | Ulrich Schnauss & Jonas Munk           | CD album     | Pedigree Cuts                              | 2011            |
| Underrated Silence             | Ulrich Schnauss & Mark Peters          | CD album     | Bureau B                                   | 2012            |
| 77 EP                          | Ulrich Schnauss & ASC                  | 12" EP       | Auxiliary                                  | 2012            |
| A Long Way to Fall             | Ulrich Schnauss                        | CD album     | PIAS                                       | 21 January 2013 |
| Tomorrow Is Another Day        | Ulrich Schnauss & Mark Peters          | CD album     | Bureau B                                   | 2013            |
| No Further Ahead Than Tomorrow | Ulrich Schnauss                        | CD / 2xLP    | PIAS                                       | 2016            |
| Passage                        | Ulrich Schnauss & Jonas Munk           | CD / LP      | Azure Vista Records                        | 2017            |
| Synthwaves                     | Ulrich Schnauss & Thorsten Quaeschning |              |                                            | 2017            |
| Snöflingor EP                  | Seba & Ulrich Schnauss                 | 12" EP       | Blu Mar Ten                                | 2017            |
| Now Is a Timeless Present      | Ulrich Schnauss                        |              | Scripted Realities                         | 2019            |
| Eight Fragments of an Illusion | Ulrich Schnauss & Jonas Munk           | CD / LP      | Azure Vista Records                        | 2021            |

### cuTangerine Dream
- Mala Kunia⁠(d) (2014)
- Booster VII (2015) (appears only on tracks "Heart Throb" and "Shadow and Sun")
- Supernormal – The Australian Concerts 2014 (2015)
- Quantum Key⁠(d) (2015)
- Live at the Philharmony Szczecin – Poland 2016 (2016)
- Particles (2016)
- Quantum Gate⁠(d) (2017)
- Light Flux (2017)
- The Sessions I (2017)
- The Sessions II (2018)
- The Sessions III (2018)
- The Sessions IV (2018)
- Recurring Dreams (2019)
- The Sessions V (2019)
- Live at Augusta Raurica Switzerland 2016 (2019)
- The Sessions VI (2020)
- The Sessions VII (2021)

### Apariții în compilație (numai piese exclusive)
- Police in Cars with Headphones – "Bitte Lächeln – Wenn Sie Wollen" on Artgenda 96
- View to the Future – "Addicted to Your Smile" on Barcode
- Tinkabell – "Rosarotes Meer" on Chillin' Voices 2 (Shift Music – Collaboration With K. Hein)
- Ethereal 77 – "Forever" on Schöne Neue Welt (Space Teddy)
- Ethereal 77 – "Oblivion" & "Open Skiez" on Unpleasant Poems (Ground Liftaz)
- Ulrich Schnauss – "Nothing Happens in June" on Mashed Mellow Grooves 5
- Ulrich Schnauss – "You Were the Only One Around" on The Sound of the Cosmos (Hooj Choons)
- Ulrich Schnauss – "Crazy for You" & "Wherever You Are" on Blue Skied an' Clear⁠(d) (Morr Music)
- Ulrich Schnauss – "As If You've Never Been Away" on The Trip (Universal)
- Ulrich Schnauss – "On My Own (Sasha Involver Remix)" on Involver (Global Underground)
- Ulrich Schnauss – "Nobody's Home" on Nick Warren:Reykjavik (Global Underground)
- Ulrich Schnauss – "Here Today, Gone Tomorrow" (live version) on Vapor Trails: The Echoes Living Room Concerts Volume 14 (Echodisc)

### Remixuri

#### Ca Ulrich Schnauss
- Death Cab for Cutie⁠(d) – "Home Is a Fire (Ulrich Schnauss Remix)" (Atlantic)
- aus – "Halo (Ulrich Schnauss Remix)" on Lang Remixed (Preco)
- Madrid⁠(d) – "Out to Sea" (YYZ Records)
- port-royal⁠(d) – "Stimmung" (Resonant Recordings)
- The High Violets⁠(d) – "Chinese Letter" (Reverb Records)
- Howling Bells⁠(d) – "Setting Sun" (Bella Union)
- Lycoriscoris - "Shirabe" (Anjunadeep)
- Johannes Schmoelling – "Icewalk" (Viktoriapark – Collaboration with Robert Wässer)
- Hrk – "Love World" (Joint Records)
- Obscure Celebrities – "Fahreinheit" (Gooom Disques)
- I'm Not a Gun⁠(d) – "Make Sense & Loose" (City Centre Offices)
- Airiel⁠(d) – "Sugar Crystals" (Highwheel)
- Justin Robertson – "Love Movement" (Bugged Out)
- Mojave 3⁠(d) – "Bluebird of Happiness" (4ad)
- Longview⁠(d) – "Can't Explain" (14th Floor Rec)
- Longview – "Will You Wait Here" (14th Floor Rec)
- Pete Lawrence – "Musical Box" (Big Chill)
- Sia – "Breathe Me" (Go Beat)
- Depeche Mode – "Little 15" (Reprise/Mute)
- The Zephyrs⁠(d) – "Stand Round Hold Hands" (Club Ac30)
- Coldplay – "Talk⁠(d)" (Parlophone)
- Rachel Goswell⁠(d) – "Coastline" (4AD)
- Mark Gardener⁠(d) – "The Story of the Eye" (Sonic Cathedral)
- Asobi Seksu⁠(d) – "Strawberries" (One Little Indian)
- A Sunny Day in Glasgow⁠(d)  – "Ghost in the Graveyard" (Ruined Potential Records)
- Kriece presents Shamatha – "Eye of the Beholder"
- Mint Julep – "To the Sea"  (Village Green)
- Skye⁠(d) – "Featherlight" (Pias Recordings)
- Pet Shop Boys  – "Memory of the Future⁠(d)" (Parlophone/EMI)
- Locust⁠(d) – "Fall for Me" (Editions Mego)
- St. Savor – "Mysterious Russian Souls" (Sudbeat)
- Donni Sò – "La Pagliarella"(Stereo Deluxe)
- Keaton Henson⁠(d) – "Elevator Song" (Oak Ten Records)
- Archive⁠(d) – "Black and Blue" (Dangervisit)
- Naibu feat. Key – "Just Like You" (Horizons Music)
- Yppah⁠(d) – "Occasional Magic" (Counter Records)
- Dave DK – "Kronsee" (Kompakt)
- Project Skyward – "Holographic Universe" (Nebula Records)
- matryoshka – "Niedola" (Virgin Babylon Records)
- András Schiff⁠(d) – Bach: Prelude and Fugue In C⁠(d) (Decca Records)
- Bryan Ferry and Todd Terje⁠(d) – "Johnny and Mary⁠(d)" (BMG)
- Celldweller⁠(d) – "Awakening with You" (FiXT)

#### Ca View to the Future
- Korsakow & Nudge (Usm)

#### Ca Hexaquart
- Daniel Lodig – Connect (Müller)
- Beroshima – Electronic Discussion (Müller)

## Vezi si
- A Shoreline Dream⁠(d)
- Carl Weingarten⁠(d)

## linkuri externe
Format:Tangerine Dream
- Site web oficial

Discografii
- Ulrich Schnauss discography at Discogs
- Ulrich Schnauss discography at MusicBrainz

Interviuri
- Ulrich Schnauss interview la Archive.is (archived 5 mai 2013)
- Interview: Ulrich Schnauss la Archive.is (archived 11 octombrie 2008)
- Ulrich Schnauss Interview/Metro Gallery Review (4 July 2008)
- Ulrich Schnauss Interview (2008)
- Ulrich Schnauss Says Auf Wiedersehen (23 July 2007)